# عليا من أمريكا اللاتينية في عقد 2000
في أعقاب الأزمة السياسية والاقتصادية الأرجنتينية 1999–2002، هاجر العديد من اليهود الأرجنتينيين إلى إسرائيل.
هاجر أكثر من 10,000 يهودي أرجنتيني إلى إسرائيل منذ عام 2000، لينضموا إلى آلاف المهاجرين قبلهم. كما أثرت الأزمة في الأرجنتين على جارتها أوروغواي. هاجر بين عامي 1998 و2003 أكثر من نصف عدد اليهود في الأرجنتين البالغ عددهم 40,000. شنت الوكالة اليهودية خلال عامي 2002 و2003 حملة عامة مكثفة لتشجيع الهجرة من المنطقة، وتقديم مساعدات اقتصادية إضافية للمهاجرين من أوروغواي والأرجنتين. على الرغم من تحسن الاقتصاد الأرجنتيني، إلا أن هجرة اليهود إلى إسرائيل استمرت، وإن كان ذلك بإعداد أقل من ذي قبل. وعاد البعض من هؤلاء المهاجرين إلى الأرجنتين في أعقاب النمو الاقتصادي الأرجنتيني من عام 2003 فصاعداً.